# Предмирж
Предмирж (чеш. Předmíř) је насељено мјесто са административним статусом сеоске општине (чеш. obec) у округу Стракоњице, у Јужночешком крају, Чешка Република.

## Становништво
Према подацима о броју становника из 2014. године насеље је имало 333 становника.